# Chordifex fastigiatus
Chordifex fastigiatus là một loài thực vật có hoa trong họ Restionaceae. Loài này được (R.Br.) B.G.Briggs mô tả khoa học đầu tiên năm 2004.